# Championnats d'Europe de karaté 1970
Les championnats du monde de karaté 1970 ont eu lieu à Hambourg, en République fédérale d'Allemagne, en mai 1970. Il s'agissait de la cinquième édition des championnats d'Europe de karaté senior et de la première organisée dans le pays. Un total de 119 karatékas provenant de dix-neuf pays participent aux deux épreuves de kumite au programme.

## Résultats

### Épreuve individuelle
| Rang | Pays        | Karatéka         |
| ---- | ----------- | ---------------- |
| 1    | France      | Dominique Valera |
| 2    | France      | Gilbert Gruss    |
| 3    | France      | Patrick Baroux   |
| 3    | Royaume-Uni | William Higgins  |

### Épreuve par équipes
| Rang | Pays                 |
| ---- | -------------------- |
| 1    | Allemagne de l'Ouest |
| 2    | France               |
| 3    | Royaume-Uni          |
| 3    | Yougoslavie          |

## Tableau des médailles
Des dix-neuf pays participants, seuls quatre ont remporté au moins une médaille. La France termine en tête au tableau des médailles grâce à ses quatre médailles. Le pays hôte termine deuxième.
| Tableau des médailles |                      |    |        |        |       |
| Rang                  | Pays                 | Or | Argent | Bronze | Total |
| 1                     | France               | 1  | 2      | 1      | 4     |
| 2                     | Allemagne de l'Ouest | 1  | 0      | 0      | 1     |
| 3                     | Royaume-Uni          | 0  | 0      | 2      | 2     |
| 4                     | Yougoslavie          | 0  | 0      | 1      | 1     |